# Kneipname

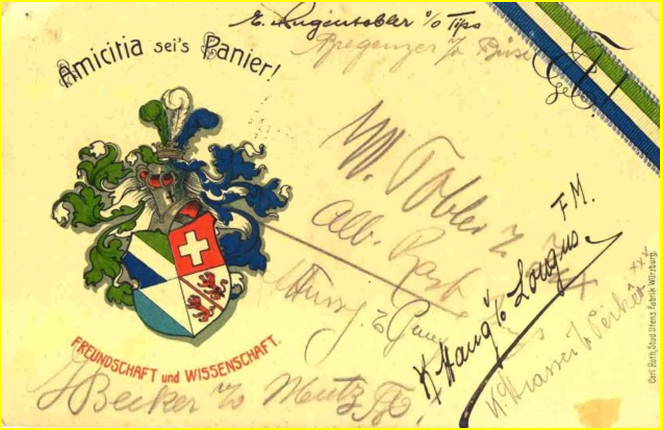
Gleichzeitige Verwendung von Klarnamen und Kneipnamen („v/o“ für vulgo) auf einer Couleurkarte von 1910

Ein Kneipname (auch Biername, Couleurname, Deckname, Cerevisname, Bierspitz oder Vulgo) ist ein bei vielen Studentenverbindungen einem Mitglied verliehener und im internen Bundesgebrauch verwendeter inoffizieller Personenname. Die Taufhandlung und der Gebrauch der Kneipnamen werden unterschiedlich gehandhabt. Der Brauch der Kneipnamen entstammt dem studentischen Brauchtum des 18. und 19. Jahrhunderts. Ursprünglich handelte es sich nicht um Spitznamen, sondern die Kneipnamen entstanden in Zeiten politischer Unfreiheit als Tarnnamen zum Schutz vor Verfolgung.

## Auswahl
Gewählt wurden sie nach geistigen Neigungen (Sokrates, Archimedes), griechischen (Theseus, Hektor) oder deutschen (Alarich, Hermann, Teut) Idealgestalten, beruhten aber auch schon auf Namensübersetzungen und -verdrehungen. So geht der Schriftstellername Willibald Alexis auf die freie lateinische Übersetzung des eigentlichen Namens Haering (al(l)ex = Fischsoße) durch seine Bundesbrüder zurück.
Ob ein Verbindungsmitglied seinen Namen selbst wählt oder zugewiesen bekommt, ist je nach Verbindung verschieden. Im Bereich der schweizerischen und flämischen Studentenverbindungen sind Couleurnamen sehr verbreitet, in katholisch-österreichischen Verbindungen meist sogar verpflichtend zu führen.

## Verwendung

### Frühe Beispiele
Das früheste Zeugnis eines Kneipnamens ist das Einnahmebuch der Pfälzischen Landsmannschaft in Heidelberg von 1805, in dem Namen wie Alexander, Barbarossa und Tell erscheinen. Auch bei den Abgeordneten des Stuttgarter Burschentages von 1832, der beschloss, „den Weg der Revolution zu gehen“, wurde mit Kneipnamen unterzeichnet.

### Schülerverbindungen und Bierstaaten
Mit dem Ersten Weltkrieg ging der Gebrauch von Kneipnamen zurück. Kneipnamen hielten sich besonders in Schüler- und anderen nicht-akademischen Verbindungen. 
Bei den Jenenser Bierstaaten, in denen die erstmaligen Teilnehmer einen Burg- oder Biernamen erhielten, hielt sich der Brauch bis in die 1920er Jahre.

### Kneipnamen des Otto von Bismarck
Zu den idealisierten Kneipnamen gehört der Otto von Bismarck als Student zugeschriebene „Achilleus der Unverwundbare“. Tatsächlich handelt es sich jedoch um eine Erfindung und Bismarck hatte wiederholt Blutige (siehe Mensur) bezogen. Er hat den weniger schönen Namen Kassube (nach den ostpommerschen Gütern der Familie) getragen und wurde auch Kindskopf oder Baribal (amerikanische Bärenart) genannt.

## Andere Gesellschaften
Bei den zahlreichen Dichtergesellschaften des 18. und 19. Jahrhunderts, so beispielsweise dem Göttinger Hain, gaben sich die Mitglieder vermeintliche Bardennamen; so nannte sich Johann Heinrich Voß Gottschalk oder Sangrich.
Beim Illuminatenorden hatte Johann Wolfgang von Goethe den Namen Abaris. In seiner Wetzlarer Zeit gehörte er mit dem Namen Götz, der Redliche der dortigen Rittergesellschaft an, die nach ihren Bräuchen zu urteilen eine Art Bierstaat war.
Bei der Künstlergesellschaft im Berliner Tunnel wurden meist wenig zutreffende Künstlernamen zuerteilt. So hieß Theodor Fontane Lafontaine, während Adolph Menzel Rubens genannt wurde.